# Anita Rocha da Silveira
Anita Rocha da Silveira (Rio de Janeiro, 7 de maio de 1985) é uma cineasta brasileira.

## Biografia
Nascida e criada no Rio de Janeiro, Anita Rocha da Silveira escreveu, dirigiu e editou três curtas-metragens: O Vampiro do Meio-Dia (2008), Handebol (2010), e Os Mortos-Vivos (2012, Quinzena dos Realizadores de Cannes). Seu primeiro longa-metragem, Mate-me por Favor (2015), foi exibido na Mostra Orizzonti do Festival de Cinema de Veneza, SXSW, New Directors/New Films, IndieLisboa, entre outros.
Medusa (2021) é seu segundo longa-metragem. Estreou em julho de 2021 na Quinzena dos Realizadores do Festival de Cannes e desde então participou de festivais como Toronto, Sitges, Viennale, IFFR e Jeonju.

## Filmografia
- 2015 - Mate-Me Por Favor - Melhor direção de ficção  e Melhor atriz (Valentina Herszage) no Festival do Rio, Melhor Filme no Panorama Coisa de Cinema.
- 2021 - Medusa - Melhor Filme, Direção e Atriz Coadjuvante (Lara Tremouroux) no Festival do Rio, Melhor Filme e Prêmio Ecumênico no Tromsø International Film Festival, Prêmio Especial do Júri no Indie Lisboa, Melhor Filme Internacional no Raindance Film Festival

### Curtas
- 2012 - Os Mortos-Vivos
- 2010 - Handebol - Prêmio Especial do Júri no Curta Cinema e Prêmio da Crítica Internacional (Fipresci) no Festival de Oberhausen
- 2008 - O Vampiro do Meio-Dia